# Molanna byssa
Molanna byssa is een schietmot uit de familie Molannidae. De soort komt voor in het Palearctisch gebied.